# Porphyrophora
Porphyrophora är ett släkte av insekter som beskrevs av Brandt 1833. Porphyrophora ingår i familjen pärlsköldlöss.

## Bildgalleri

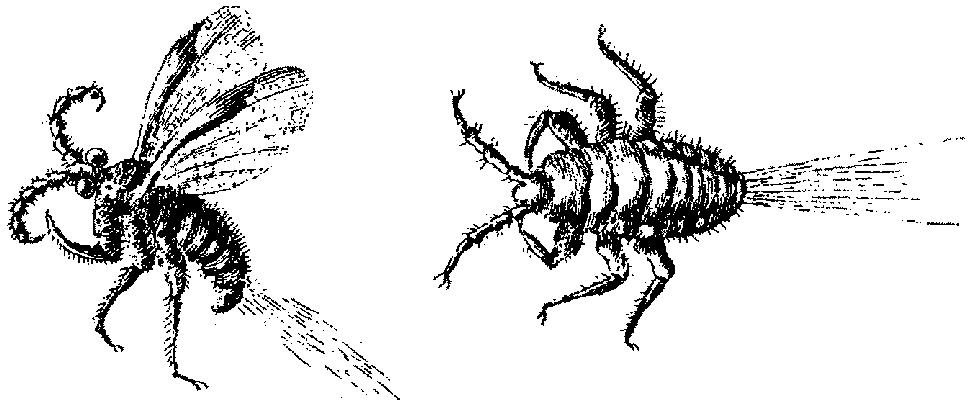
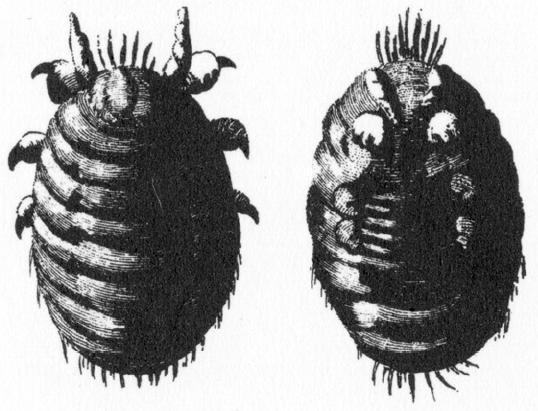
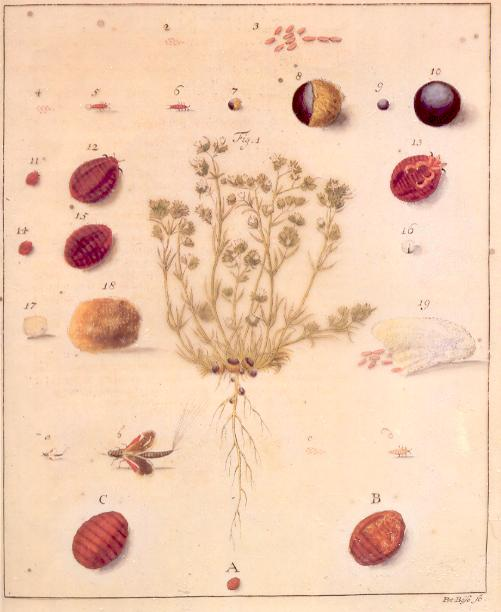
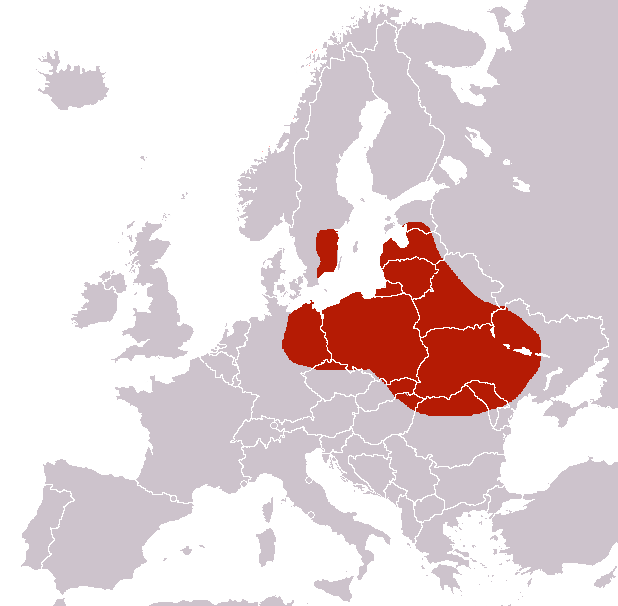
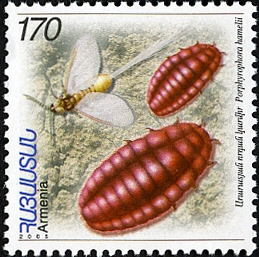
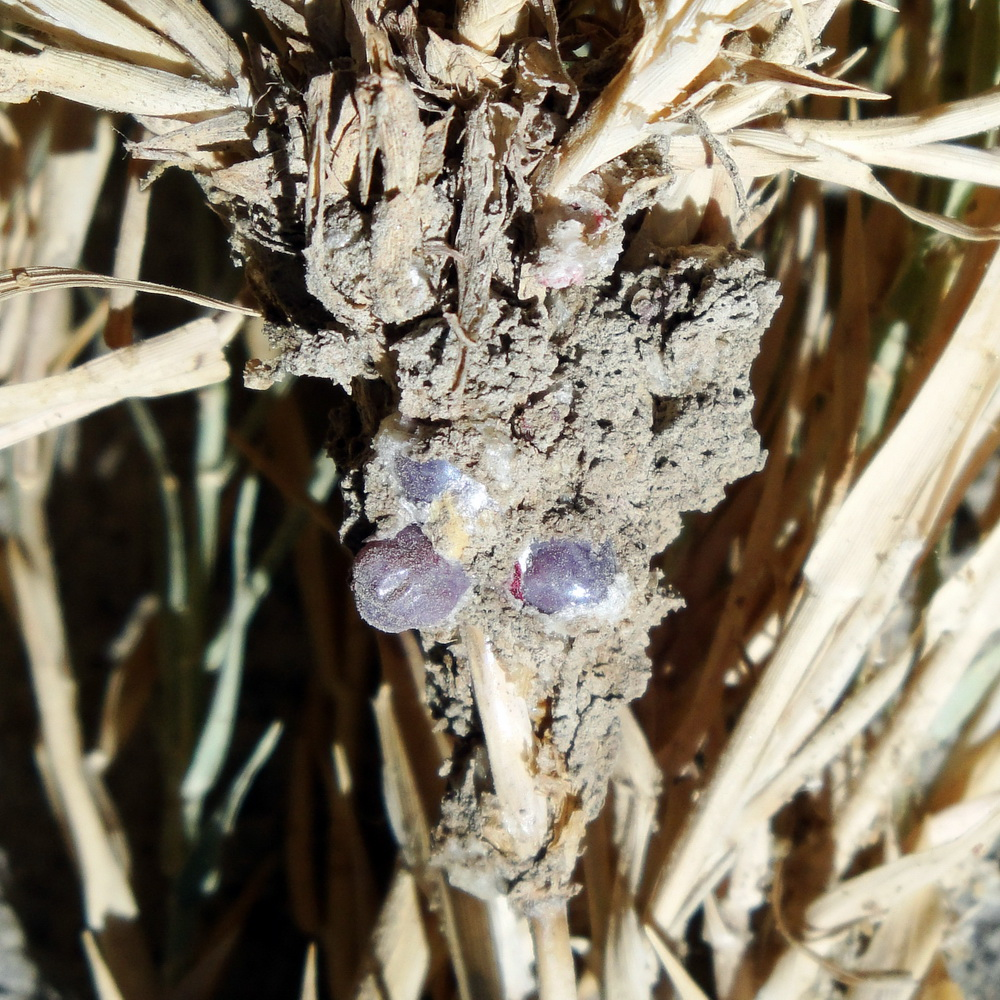

## Dottertaxa tillPorphyrophora, i alfabetisk ordning[1][2]
- Porphyrophora akirtobiensis
- Porphyrophora altaiensis
- Porphyrophora arnebiae
- Porphyrophora bolivari
- Porphyrophora buxtoni
- Porphyrophora crithmi
- Porphyrophora cynodontis
- Porphyrophora elinae
- Porphyrophora embiensis
- Porphyrophora epigaea
- Porphyrophora eremospartonae
- Porphyrophora erythraea
- Porphyrophora gigantea
- Porphyrophora hamelii
- Porphyrophora hiemalis
- Porphyrophora hirsutissima
- Porphyrophora iliensis
- Porphyrophora indica
- Porphyrophora italica
- Porphyrophora ivorontzovi
- Porphyrophora jaapi
- Porphyrophora kazakhstanica
- Porphyrophora ketmeniensis
- Porphyrophora kiritshenkoi
- Porphyrophora lappulae
- Porphyrophora libica
- Porphyrophora madraguensis
- Porphyrophora matesovae
- Porphyrophora medicaginis
- Porphyrophora minuta
- Porphyrophora mongolica
- Porphyrophora monticola
- Porphyrophora nuda
- Porphyrophora odorata
- Porphyrophora parieli
- Porphyrophora polonica
- Porphyrophora rhodesiensis
- Porphyrophora salsa
- Porphyrophora sophorae
- Porphyrophora tritici
- Porphyrophora turaigiriensis
- Porphyrophora turkmenica
- Porphyrophora ussuriensis
- Porphyrophora victoriae
- Porphyrophora villosa
- Porphyrophora violaceae
- Porphyrophora yemenica